# Bad Blumau
Bad Blumau je rakouská obec s 1600 obyvateli ve spolkové zemi Štýrsko. Obci dominují stejnojmenné termální lázně, jejichž areál je dílem architekta F. Hundertwassera.

## Geografie
Vulkanická činnost v oblasti dala vznik termálním pramenům.

### Sousední obce
Na území obce se nachází následujících osm obcí (v závorce počet obyvatel stav k 1. lednu 2015):
- Bad Blumau (424)
- Bierbaum an der Safen (251)
- Jobst (94)
- Kleinsteinbach (291)
- Lindegg (270)
- Loimeth (94)
- Schwarzmannshofen (79)
- Speilbrunn (89

Místo se později proslavilo zvláště díky lázeňskému komplexu vybudovaném podle návrhu architekta Friedensreicha Hundertwassera v roce 1997. Osídlení místa se předpokládá v prvním století našeho letopočtu, statut lázní získala obec v roce 2001. V tomtéž roce se začalo s využíváním zřídla o teplotě 107 °C k výrobě elektřiny pro lázeňský hotel.